# جون تومسون (عالم اجتماع)
جون تومسون (بالإنجليزية: John Thompson)‏ هو عالم اجتماع بريطاني، ولد في 20 يوليو 1951 في منيابولس في الولايات المتحدة.